# Éric Lombard
Éric Lombard (n. 16 mai 1958, Boulogne-Billancourt, Franța) este un politician francez.
Este un om de afaceri și politician francez care a ocupat funcția de ministru al economiei și finanțelor⁠(d) în guvernul⁠(d) prim-ministrului François Bayrou din 2024. Din 2017 până în 2024 a fost director executiv al Caisse des dépôts et consignations.

## Carieră
Lombard a absolvit HEC Paris în 1981. A lucrat ca consultant pentru Michel Sapin⁠(d) din 1991 până în 1993, mai întâi la Ministerul Justiției⁠(d) și apoi la Ministerul Economiei și Finanțelor. De asemenea, este membru al Consiliului de Administrație (din 2014) al Bpifrance.